# Antoni de Falguera i Sivilla
Antoni de Falguera i Sivilla   (Barcelona, 28 de gener de 1876 - Barcelona, 12 d'abril de 1947) va ser un arquitecte català que se situa entre el modernisme i el noucentisme.

## Biografia
Era fill d'un jurista, Fèlix Maria Falguera i de Puiguriguer (Mataró 1811-Barcelona 1897) i de Joaquima Sivilla i Santaló (Barcelona ca.1848). Estudia arquitectura junt amb el seu germà (amb qui farà algun treball plegat) i es llicencia a l'Escola d'Arquitectura de Barcelona l'any 1900. Rep la influència de l'escola modernista, especialment de Gaudí, Puig i Cadafalch i Domènech i Montaner, aquest últim professor seu.
Va començar a treballar a Palau de Plegamans, on la família tenia la masia Can Falguera; a l'Ajuntament de Sentmenat en 1905; a Castellar del Vallès i Tossa de Mar, on tenia vincles familiar. L'any 1906 va entrar a treballar a l'Ajuntament de Barcelona com a ajudant de Pere Falqués i Urpí i el 1916 va esdevenir cap d'arquitectes en morir Falqués. Des d'aquesta posició construeix els seus edificis més emblemàtics: el Conservatori Municipal de Música de Barcelona (1916-1927) i la Casa de la Lactància (1907-1914).
Recentment, s'ha sabut que és autor del projecte per al nou Hospital d'Infecciosos Municipal, signat el 1920. Projecte localitzat a l'Arxiu Municipal Contemporani de Barcelona arran de les investigacions dutes a terme pel centenari de l'Hospital del Mar, el qual no s'havia inventariat mai perquè estava arxivat en un altre expedient.
Amb l'arribada del noucentisme Falguera traslladà la seva activitat a la restauració d'edificis medievals, la més important va ser la remodelació de la Casa de la Ciutat de Barcelona (1929) i la construcció de l'annex de l'edifici nou de l'Ajuntament.
Com a historiador de l'art destaca la seva col·laboració en el llibre Arquitectura romànica a Catalunya (1909-1918), junt amb Josep Puig i Cadafalch i Josep Goday i Casals. En solitari va escriure Monografia sobre Sant Pere de Roda (1906), prologada per Puig i Cadafalch, o Els constructors de les obres romàniques a Catalunya (1907).
Durant la Guerra Civil espanyola va ser capturat i torturat per part de la FAI, i un empresonament que va marcar la resta de la seva carrera i de la seva vida personal. Tot i que va mantenir el seu càrrec a l'Ajuntament de Barcelona, després d'aquesta experiència mai més va tornar a projectar cap obra.

## Principals obres

### Barcelona
| Any  | Nom                                                                           | Ubicació                                 | Descripció | Estat              | Foto                       |
| ---- | ----------------------------------------------------------------------------- | ---------------------------------------- | --- | ------------------ | -------------------------- |
| 1902 | Farmàcia Novellas (actualment Bolós)                                          | Rbla. Catalunya, 77                      | Decoració encarregada per Antoni Novellas i Roig, amic de la família i, a partir de 1904, casat amb la germana de l'arquitecte. | Molt bé            |                            |
| 1905 | Casa Ramon Jansà                                                              | Sardenya, 302                            | Edifici de cinc plantes amb un pinyó que el corona, característic dels edificis modernistes de l'Eixample. | Correcte           |                            |
| 1906 | Casa Pere Carbonell (atribuïda)                                               | Ravella, 15                              | Edifici entre mitgeres, amb planta baixa i pis amb tres balcons i un segon amb finestres balconeres. Destaca la façana, plana i simètrica, de carreus de pedra a mig desbastar que contrasta amb les parts tallades al voltant de les obertures, a les claus d'arc florejades i, sobretot, al coronament amb tres pinyons mixtilinis que, com altres elements, remeten clarament a la Casa Calvet de Gaudí.                                              | Regular            |                            |
| 1910 | Casa Concepció Cuyàs                                                          | Elkano, 63                               | Mostra un coronament similar al de la casa Sans de Tossa de Mar. | Mal conservada     |                            |
| 1910 | Mercat de Sants                                                               | Sant Jordi, 6                            | Acabament del mercat començat per Pere Falqués. | Correcte           |                            |
| 1911 | Antiga Escola Municipal d'Arts i Oficis (actualment Institut Caterina Albert) | Rogent, 51                               | Concebut inicialment com a alberg per a gent sense sostre, va passar més tard a funcions docents. Destaca l'ús dels materials i solucions formals pròpies del modernisme com ara el maó vist, la ceràmica vidriada, el ferro forjat, així com les majòliques pintades al cartell que indica l'ús original de l'edifici i l'escut de l'Ajuntament situat al cos central. A la façana hi figura la signatura de Falguera i Pere Falqués.                   | Correcte           |                            |
| 1912 | Mercat de Galvany                                                             | Madrazo, 106-112                         | També en aquest cas es tractà d'acabar l'obra ja iniciada, si bé Falguera va imprimir l'aspecte actual del mercat. | Correcte           |                            |
| 1912 | Casa Carles Martí                                                             | Olivera, 16                              | Casa d'habitatges molt senzilla. | Correcte           |                            |
| 1912 | Casa d'habitatges                                                             | Consell de Cent, 81                      | Casa d'habitatges molt senzilla. | Correcte           |                            |
| 1912 | Casa Eleuteri Chico                                                           | Mallorca, 323                            | Façana amb alguns esgrafiats però amb menys riquesa que la prevista al projecte inicial. | Correcte           |                            |
| 1913 | Escola del Bosc                                                               | Jardins de Laribal, Parc de Montjuïc     | Adaptació de l'antiga torre Laribal per a les funcions docents i ampliació amb nous pavellons. | ?                  |                            |
| 1913 | Mercat de la Boqueria                                                         | La Rambla, 89                            | Va fer les vidrieres de l'entrada de la Rambla i els ferros forjats de la coberta. | Correcte           |                            |
| 1913 | Casa de la Lactància                                                          | Gran Via de les Corts Catalanes, 475-477 | Tot hi haver un projecte inicial de 1907 de Pere Falqués, l'edifici és obra del projecte de 1908, acabat en 1913, de Falguera. Dissenyat per a atendre «els fills dels infeliços que es troben sense possibilitats», actualment és un casal d'avis. Destaquen els mosaics de Lluís Bru. | Correcte           |                            |
| 1916 | Casa de la Misericòrdia                                                       | Elisabets, 6-10                          | Falguera començà la valoració de la remodelació de la Casa de la Misericòrdia (1583), regentada per Joaquim Esteve. | Correcte           |                            |
| 1916 | Escola Municipal de Música                                                    | Bruc, 104                                | D'estil medievalista amb similituds de la casa de les Punxes, de Puig i Cadafalch. L'escultura de la porta principal és d'Eusebi Arnau. L'escola municipal de música havia estat fins a aquell moment en el Castell dels Tres Dragons, al Parc de la Ciutadella. | Correcte           |                            |
| 1920 | Edifici municipal d'arbitris                                                  | Comerç                                   | Edifici d'oficines municipals, estilísticament se situava entre el modernisme i el noucentisme. Era d'obra vista i comptava uns estucats al sòcol exterior i abundants reixes de forja. | Enderrocat el 1995 |                            |
| 1923 | Casa Novellas-Falguera                                                        | Pablo Sàez de Barés                      | Habitatge particular del matrimoni Antoni Novellas i Carmen Falguera (germana de l'arquitecte). | ?                  |                            |
| 1928 | Antiga seu del Real Montepio de San Pedro                                     | Mar, 95 Almirall Aixada, 4               | Edifici d'habitatges de planta baixa i cinc plantes. Originàriament va ser destinat a la seu del Real Montepío de San Pedro Pescador. Pertany clarament a l'etapa monumentalista amb disseny noucentista. Destacar l'estuc imitant llargs carreus; les potents balustrades de les obertures de la planta noble; la gran arcada de mig punt del carrer Almirall Aixada; la potent cornisa i el templet que corona l'edifici sobre el badalot de l'escala. | Correcte           | Real Montepio de San Pedro |

### Palau-solità i Plegamans
| Any       | Nom                       | Ubicació      | Descripció | Estat               | Foto                                   |
| --------- | ------------------------- | ------------- | --- | ------------------- | -------------------------------------- |
| 1900      | Fàbrica Estruch           |               | Fàbrica tèxtil encarregada per Lluís Oller i en la que col·laborà el seu germà Josep Maria. | Enderrocada el 2006 |                                        |
| 1904      | Cementiri de Palau-solità |               | En la construcció va utilitzar arcs cecs a la façana principal, fruit del coneixements arran de l'estudi sobre arquitectura romànica que estava redactant. Utilitzà trencadís igual que en els de Sentmenat i Castellar del Vallès. | Correcte            | Cementiri de Palau Solità              |
| 1908      | Ajuntament                |               | Façana posterior | Correcte            | Ajuntament de Palau-Solità i Plegamans |
| 1900-1910 | Casa unifamiliar          | Av. Catalunya | Sense documentació | ?                   |                                        |

### Sentmenat
| Any  | Nom                 | Ubicació | Descripció                                                                                    | Estat    | Foto                             |
| ---- | ------------------- | -------- | --------------------------------------------------------------------------------------------- | -------- | -------------------------------- |
| 1905 | Cementiri Municipal |          | Cementiri amb clares influències gaudinianes amb formes corbes i trencadís obra de Lluís Bru. | Correcte | Cementiri Municipal de Sentmenat |

### Tossa de Mar
| Any  | Nom                   | Ubicació       | Descripció | Estat   | Foto      |
| ---- | --------------------- | -------------- | --- | ------- | --------- |
| 1906 | Casa Sans (atribuïda) | Pl. Espanya, 6 | Encarregada per Joan Sans, un vilatà que havia fet fortuna a Colòmbia. Hi ha constància de la col·laboració d'Alfons Juyol, si bé les dades de l'autoria de Falguera són per referències a les revistes especialitzades de l'època. | Molt bé | Casa Sans |